# Orinus kokonorica
Orinus kokonorica är en gräsart som först beskrevs av Kin Shen Hao, och fick sitt nu gällande namn av Yi Li Keng. Orinus kokonorica ingår i släktet Orinus och familjen gräs. Inga underarter finns listade i Catalogue of Life.